# Messier 89
Messier 89 (auch als NGC 4552 bezeichnet) ist eine elliptische Galaxie vom Hubble-Typ E im Sternbild Jungfrau auf der Ekliptik. Sie ist schätzungsweise 54 Millionen Lichtjahre von der Milchstraße entfernt, hat einen Scheibendurchmesser von etwa 80.000 Lj und ist Mitglied des Virgo-Galaxienhaufens.
M89 erscheint praktisch kreisförmig und hat in der Hubble-Sequenz den Typ E0. Allerdings wurde in den 1990er Jahren eine ausgedehnte Hülle, die sich etwa 150.000 Lichtjahre nach außen erstreckt, entdeckt. M89 war die erste Galaxie, bei der eine derartige Hülle entdeckt wurde. Zudem wurde eine jetartige Struktur entdeckt, die darauf hinweist, dass sich eine andere Galaxie im Auflösungsprozess in M89 befindet.
Im Gegensatz zur ähnlich großen Galaxie Messier 90, die nur 0,6° nördlich liegt, bewegt sie sich mit ähnlicher Geschwindigkeit von uns weg. Dies kann durch die Dynamik des sehr massereichen Virgo-Haufens erklärt werden.
Messier 89 wurde am 18. März 1781 von Charles Messier entdeckt.